# Grodzisko Głodomank w Braciejowej
Grodzisko Głodomank w Braciejowej – rozległa budowla obronna datowana na IX wiek w miejscowości Braciejowa. Grodzisko znajduje się na wzgórzu Okop. Jego powierzchnia wynosiła prawie 4 ha. Do czasów współczesnych zachowały się fragmenty dwóch wałów. Obszar grodu jest obecnie częściowo zabudowany, oraz zajęty przez pola uprawne.